# マダラウミスズメ
マダラウミスズメ(Brachyramphus perdix)は、鳥綱チドリ目ウミスズメ科マダラウミスズメ属に分類される鳥類。

## 分布
大韓民国、中華人民共和国、朝鮮民主主義人民共和国、日本、ロシア東部
カムチャツカ半島やオホーツク海北岸・沿海地方などで繁殖する。1961年に、小清水町藻琴山で繁殖した例がある。以後は確実な繁殖例は報告されていないが、1997年と1998年に知床半島周辺で幼鳥が発見されている。
オホーツク海沿岸、カムチャツカ半島、アリューシャン列島、アラスカからカリフォルニア州にかけての地域で繁殖する。冬季は周辺の海域に残る個体とやや南下する個体に分かれる。
日本では主に冬鳥として、北海道から本州の北日本の海上に渡来する。九州、久米島、伊豆諸島での記録もある。

## 形態
全長は25cmほどで、他のウミスズメ類よりくちばしがやや細長く見える。夏羽では体の上面が褐色で黒褐色の斑が入り、体下面は白色に黒褐色の羽縁が入るため、全身まだら模様のように見える。和名、英名ともこのまだら模様に由来した名前となっている。冬羽では背が黒褐色で腹が白くなる。
小さく、ずんぐりした海鳥。たいてい海上で見られるが、まれに陸の近くで見られることもある。

## 分類
以前は旧マダラウミスズメBrachyramphus marmoratusの亜種とされていた。1996年にミトコンドリアDNAシトクロムbやアロザイムの分子系統推定から、B. marmoratusの基亜種が本種（当時は亜種B. m. perdix）ではなくコバシウミスズメにより近縁という解析結果が得られたため、本種を独立種とする説が提唱された。

## 生態
ロシアではカラマツ類の林で、巣が発見されている。このうちオホーツク市周辺では海岸から約6キロメートル、サハリンでは海岸から約2キロメートルの地点に巣があった。
非繁殖期は海上で群れをなして生活する。アラスカ沖では数十万羽の群れが目撃されることもある。
本種は、ウミスズメ科としては例外的に針葉樹林の大木のうろに巣を作る。時には海岸からかなり離れた針葉樹林に営巣することもある。しかし、ツンドラ地帯の地上で巣が見つかったという報告もあり、繁殖状況などはまだ不明な点が多い。くわしい生態の調査が待たれる。

## 人間との関係
森林伐採による営巣地の破壊、油田開発による影響、原油流出による海洋汚染、漁業による混獲などにより、生息数は減少している。
情報不足（DD）（環境省レッドリスト）